# Phrygionis sumptuosaria
Phrygionis sumptuosaria är en fjärilsart som beskrevs av Heinrich Benno Möschler 1886. Phrygionis sumptuosaria ingår i släktet Phrygionis och familjen mätare. Inga underarter finns listade i Catalogue of Life.